# Kernkraftwerk Dodewaard
Das stillgelegte Kernkraftwerk Dodewaard liegt in der Provinz Gelderland und war von 1968 bis zu seiner endgültigen Abschaltung im Jahr 1997 in Betrieb. Es war das erste kommerzielle Kernkraftwerk der Niederlande, das elektrischen Strom in das öffentliche Netz einspeiste. Es war wesentlich als Forschungsreaktor konzipiert, mit dem Erfahrungen zur kommerziellen Nutzung der Kernenergie gewonnen werden sollten.
Gegen den Reaktor hatte es seit Beginn der 1980er Jahr Proteste und Blockaden von Seiten der niederländischen Anti-Atomkraftbewegung gegeben, an denen sich im Oktober 1980 etwa 10.000 Menschen beteiligten. Im September 1981 protestierten rund 15.000 Menschen, wogegen die Polizei massiv einschritt und 130 Menschen verletzt wurden.
Technisch besitzt das Kraftwerk einen Siedewasserreaktor mit 60 MW elektrischer Leistung. Die Abschaltung erfolgte aus Rentabilitätsgründen. Die letzten Brennstäbe wurden 2003 zur Wiederaufarbeitung aus dem Kernkraftwerk entfernt. Bis zum Rückbau zur „grünen Wiese“ wird es aber noch 40 Jahre dauern. Diese Zeit ist die notwendige Abklingzeit, um die radioaktiven Teile des Kernkraftwerks danach abbauen zu können. Seit der Abschaltung des Kernkraftwerks Dodewaard ist das Kernkraftwerk Borssele der einzige verbliebene kommerzielle Kernreaktor der Niederlande.

## Daten der Kraftwerks
Das Kernkraftwerk Dodewaard hat einen Block:

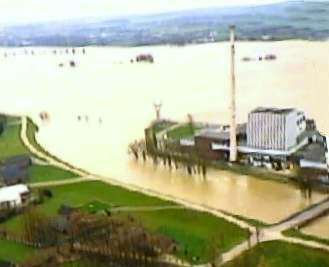
Das Kernkraftwerk Dodewaard bei Hochwasser im Jahr 1995

| Reaktorblock | Reaktortyp | Netto- leistung | Brutto- leistung | Baubeginn  | Netzsyn- chronisation | Kommerzieller Betrieb | Abschaltung |
| ------------ | ---------- | --------------- | ---------------- | ---------- | --------------------- | --------------------- | ----------- |
| Dodewaard    | SWR        | 55 MW           | 60 MW            | 01.05.1965 | 18.10.1968            | 26.03.1969            | 26.03.1997  |

## Reaktordruckbehälter
Der Reaktordruckbehälter wurde von Rotterdamsche Droogdok Maatschappij (RDM, Rotterdam) gefertigt. Im Jahre 2012 wurden in den Reaktordruckbehältern der belgischen Kernkraftwerke Tihange (Reaktor 2) und Doel (Reaktor 3) jeweils tausende Risse gefunden, die deren Druckfestigkeit verringern.  Nachforschungen ergaben, dass RDM auch den Reaktordruckbehälter für das Kernkraftwerk Borssele lieferte.